# Xianghe
För andra betydelser, se Xianghe (olika betydelser).
Xianghe, tidigare romaniserat Siangho, är ett härad som lyder under Langfangs stad på prefekturnivå i Hebei-provinsen i norra Kina.